# Pierre Bonnet (Komponist)
Pierre Bonnet (* 1538 (unsicher); † 1608 (unsicher)) war ein französischer Komponist, der Ende des 16. Jahrhunderts (1585–1600) in Paris aktiv war.

## Leben und Werk
Pierre Bonnet stammte aus dem Limousin. Er veröffentlichte Premier livre d’airs für vier bis sechs Stimmen (Paris 1585, 21586). Hiervon sind jedoch nur zwei Stimmbücher erhalten. Er veröffentlichte weiter Airs et villanelles für vier bis fünf Stimmen (Paris 1600). Weiterhin erschienen sieben vier- bis fünfstimmige Airs in dem Sammelwerk Amphion sacré (Lyon 1615).